# 埼玉県立所沢おおぞら特別支援学校
埼玉県立所沢おおぞら特別支援学校（さいたまけんりつ ところざわおおぞらとくべつしえんがっこう）は、埼玉県所沢市にある公立特別支援学校。

## 沿革
- 2010年（平成22年）4月1日 - 廃校となった埼玉県立所沢東高等学校の校舎を改修し開校。

## 通学区域
- 所沢市   肢体部のみ
- 志木市
- ふじみ野市
- 富士見市
- 新座市(一部)
- 三芳町